# Prionispa clavata
Prionispa clavata là một loài bọ cánh cứng trong họ Chrysomelidae. Loài này được Yu miêu tả khoa học năm 1992.